# Лоссефф, Мэри
Мария Лосева (Мэри Лоссефф, также Мара Лосефф; 13 марта 1907, Владивосток — 3 июля 1972, Лондон) — российская, позднее британская певица и актриса.

## Жизнь и карьера
Лосева была партнёршей австрийского тенора Рихарда Таубера с 1929 до середины 1930-х годов на сцене, на экране и в жизни, и сохраняла с ним дружеские отношения вплоть до его смерти в 1948 году. Она была его музой в оперетте 1934 года «Поющая мечта», ей он посвятил серию из трёх песен «Прекрасной госпоже» (An einer schönen Frau), и она снималась вместе с ним в многочисленных постановках. Сделала коммерческую звукозапись одного соло (Петер, Петер) и нескольких дуэтов с Таубером. Снялась в четырёх фильмах: Страна улыбок (1930), Команда любви (1931), Доски, которые означают мир (1935) и Небо — это предел (1938). Обладала красивым сопрано — не особенно выдающимся, но обаятельным и технически правильным исполнением.
Ранняя жизнь Марии Лосевой прошла в достатке. Её отец владел фабрикой, и жизнь семьи была достаточно благополучной. Однако после Октябрьской революции семья была вынуждена бежать в Японию, где они пробыли два года. Затем они переехали в Берлин в 1921 году. Об этом периоде известно мало, за исключением того, что Мария родила внебрачного ребёнка, Дмитрия, в 1927 году. Это не повлияло на её планы сделать карьеру на сцене. Она брала уроки у Берты Никлас-Кемпнер, а Дмитрия отправила в школу-интернат с трехлетнего возраста. Дебютировала в ревю Рудольфа Нельсона в 1929 году, с песней ‘Петер, Петер’. Этот период описал её любовник, пианист и композитор Петер Кройдер, в своей книге «Только куклы не плачут».
Рихард Таубер был одним из зрителей ревю Нельсона и влюбился в Марию и в её голос, с первого взгляда; он чувствовал, что она была той певицей, которую он давно искал, чтобы сыграть роль в его оперетты «Поющая мечта». Изначально, благодаря своему влиянию, она получила главные роли в нескольких спектаклях, в том числе:
- Пал Абрахам «Виктория и её гусар» м «Бал в Савойе»,
- Карл Миллёкер «Дюбарри»,
- Яромир Вайнбергер «Весенние бури»,
- Франц Легар «Паганини»,
- Имре Кальман «Марица»,
- а также в «Поющей мечте».

Критики положительно оценили её выступления. В это время Мэри и Рихард Таубер считались парой, и все ожидали, что они вступят в брак.
Однако к 1933 году у Рихарда возникли проблемы в Германии, поскольку его отец был евреем. Мария поддержала его; они переехали сначала в Вену, а затем в Лондон. Мария приняла участие в нескольких лондонских постановках, но не нашла прежнего успеха с британской аудиторией. В этот период она начала сильно пить, что повлияло и на её исполнение, и привело к профессиональной деградации. Рихард крайне отрицательно относился к алкоголю, и их отношения разладились. Когда Рихард женился на британской актрисе (не певице) Диане Напье в 1936 году, Мария была потрясена и стала пить ещё сильнее. Последнюю крупную роль Мэри получила в постановке «Страны улыбок» Таубера в Южной Африке в 1939 году, но во время этого тура она была заменена дублершей Джози Мэлоун. Ричард сохранял тёплое отношение к ней до самой смерти. Во многих из его 60 с лишним сохранившихся писем повторяется фраза: 'я хотел бы, чтобы всё было иначе'. Он постоянно помогал Мэри деньгами. Попытки Рихарда убедить её бросить пить не увенчались успехом, Мэри практически исчезла с публики, за исключением случайных концертов, которые устраивали её друзья. Последнее её известное выступление состоялось в Борнмутском зимнем саду в 1950 году.
Мэри вышла замуж за актёра Брайана Бючела в 1938 году, но брак не сложился, и они расстались задолго до формального развода в 1947 году. Она переехала в Эксмут в 1943 году, без Брайана, потом вернулась в Лондон в квартиру в районе Квинсуэй в 1944 году и прожила там до 1948 года, года смерти Рихарда, который оплачивал проживание. Она также купила ферму в Ирландии, которой управлял её сын Дмитрий, которого она иногда навещала. Ферма была продана в 1956 году.
Она пыталась перевезти своих мать, брата и сестру в Ирландию или в Англию, но не смогла и не видела их больше. После того, как Ричард умер, её финансовое положение стало отчаянным, но она нашла нового партнёра по имени Чарльз Холт, а после расставания с ним жила с Вилли Болтом в Эксмуте. К 1955 году, она вернулась в Лондон, жила в Актоне, а затем в Илинге. В 1959 году познакомилась с артистом Васей Мироновским и переехала в его дом в престижном районе Лондона, где она прожила до своей смерти от рака легких в июле 1972 года.

## Дискография
- ‘Peter, Peter’ (part of ‘Das spricht Bände’). Recorded 1929. Available on Bei uns um die Gedächtniskirche rum… Berlin Cabaret (Edel 0014532TLR, 1996). CD 2, track 6.
- ‘Frühling in der Manschurei’ and ‘Traum versunken’, from Frühlingsstürme. With Richard Tauber. German Odeon recording 0-4521, 28 January 1933.
- ‘Sagen dir nicht meine Augen’ and ‘Sing mir ein Liebeslied’, from ’’Der singende Traum’’. With Richard Tauber. Austrian Odeon recording 0-4541, 4 September 1934.

## Фильмография
- Страна улыбок (реж. Макс Райхманн; производство Richard Tauber Tonfilm, Германия, 1930).
- Команда любви (реж. Геза фон Больвари; студия Super-Film, Германия, 1931).
- Доски, которые означают мир (реж. Курт Геррон; Панта-Фильм, Австрия, 1935).
- Небо это предел (реж. Ли Гармс и Джек Бьюкенен; General Film Distributors, Великобритания, 1938).